# Alibi Ike
Alibi Ike (bra: Esfarrapando Desculpas) é um filme estadunidense de 1935, do gênero comédia romântica, dirigido por Ray Enright, estrelado por Joe E. Brown, e coestrelado por Olivia de Havilland, Ruth Donnelly, Roscoe Karns e William Frawley. O roteiro de William Wister Haines foi baseado no conto homônimo de 1915, de Ring Lardner.
O filme foi o mais bem-sucedido da "trilogia de beisebol" de Joe E. Brown, que também incluiu "Fireman, Save My Child" (1932) e "Elmer, the Great" (1933) – e é considerado uma das melhores comédias de beisebol de todos os tempos. "Alibi Ike" marcou a estreia cinematográfica de Olivia de Havilland, embora o épico "Sonho de uma Noite de Verão", baseado na obra homônima de Shakespeare e lançado no final daquele mesmo ano, tenha sido o primeiro filme que ela filmou. A produção também estrelou Joe E. Brown.
Uma impressão do filme é mantida pela Biblioteca do Congresso dos Estados Unidos.

## Sinopse
Frank X. Farrell (Joe E. Brown) é um jogador de beisebol cuja insistência em pedir desculpas por tudo lhe rendeu o apelido de "Ike Álibi". Durante sua primeira temporada no Chicago Cubs, Farrell se apaixona por Dolly Stevens (Olivia de Havilland), cunhada do dono do time. O hábito de Farrell de sempre arranjar um álibi leva Dolly a deixá-lo, o fazendo entrar numa crise – o que dificulta as tentativas dos jogadores de fazer Farrell jogar na World Series.

## Elenco
- Joe E. Brown como Frank "Alibi Ike" X. Farrell
- Olivia de Havilland como Dolly Stevens
- William Frawley como Cap
- Ruth Donnelly como Bess
- Roscoe Karns como Carey
- Eddie Shubert como Jack Mack
- Paul Harvey como Lefty Crawford
- Joe King como Johnson, o dono
- G. Pat Collins como Tenente
- Spencer Charters como Ministro
- Gene Morgan como Smitty
- Vários jogadores populares da Major League Baseball fizeram participações especiais no filme, incluindo Bob Meusel, Jim Thorpe, Guy Cantrell, Dick Cox, Cedric Durst, Mike Gazella, Wally Hood, Don Hurst, Smead Jolley, Lou Koupal e Wally Rehg.